# 蘇爾區
33°16′23″N 35°13′01″E / 33.2731°N 35.2169°E

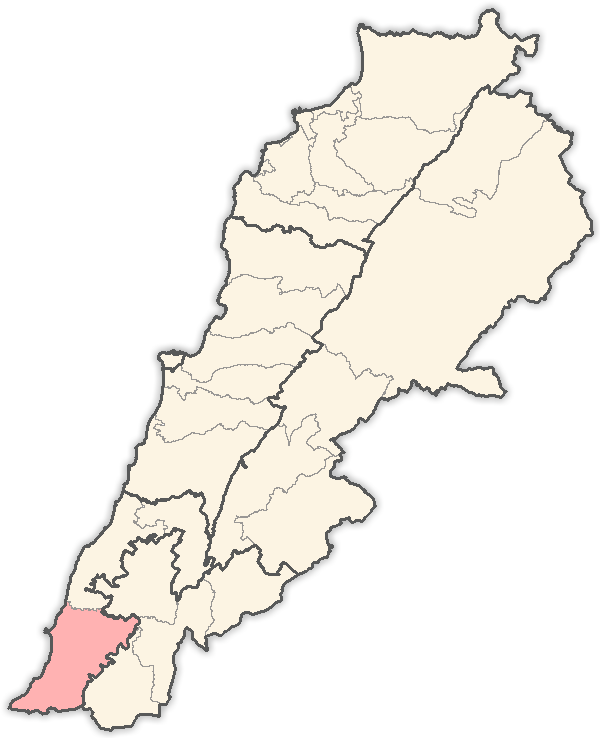

蘇爾區（阿拉伯语：قضاء صور）是黎巴嫩南部省的區份，位於該國西南部，首府設於苏尔，面積273平方公里，2008年人口138,348，人口密度每平方公里507人。